# United States Auto-Motor Company
United States Auto-Motor Company, vorher United States Automobile Company, war ein US-amerikanischer Hersteller von Automobilen. Eine andere Quelle nennt nur die ursprüngliche Firmierung.

## Unternehmensgeschichte
Frank Mossberg betrieb die Frank Mossberg Company zur Produktion von Fahrradklingeln. 1899 gründete er zusätzlich die United States Automobile Company in Pawtucket in Rhode Island. Das Werk befand sich aber in Attleboro in Massachusetts. Im gleichen Jahr begann die Produktion von Automobilen. Der Markenname lautete United States.
1901 oder 1902 schied Mossberg aus und wechselte zur Webster Automobile Company. Die neuen Inhaber kauften die Rechte an einem Fahrzeug, das James E. Blake entworfen hatte. Wenig später kam es zum Bankrott.
1903 übernahm Mossberg die Reste des Unternehmens. Sein Partner wurde Homer M. Daggett, der die Reste von Webster erwarb. Die neue Firmierung lautete United States Auto-Motor Company. Der Markenname United States wurde beibehalten. Noch 1903 endete die Produktion.
Weitere US-amerikanische Hersteller von Personenkraftwagen dieses Markennamens waren United States Motor Vehicle Company und United States Construction Company.

## Fahrzeuge
Im Angebot standen zunächst Elektroautos. Der Elektromotor war auf der Hinterachse montiert. Der Neupreis betrug 1000 US-Dollar.
Die Fahrzeuge von Blake hatten einen Ottomotor.
Ab 1903 wurden beide Fahrzeugarten weiterhin angeboten.